# Anthony Plog
Anthony (Clifton) Plog (Glendale, 13 november 1947) is een Amerikaans componist, muziekpedagoog, dirigent en trompettist.

## Levensloop
Plog kreeg zijn eerste les voor trompet op tienjarige leeftijd van zijn vader Clifton Plog. Hij studeerde aan de Universiteit van Californië - Los Angeles (UCLA) en behaalde zijn diploma in 1969. Zijn docenten in het vak trompet waren Irving Bush, Thomas Stevens en James Stamp. Gedurende zijn studies speelde hij trompet in het Los Angeles Philharmonic Orchestra onder dirigenten zoals Zubin Mehta, James Levine, Michael Tilson Thomas en Claudio Abbado.
Zijn eerste orkestervaring verzamelde hij van 1970 tot 1973 als 1e trompettist in het San Antonio Symphony Orchestra en vervolgens twee jaar bij het Utah Symphony Orchestra. Het laatstgenoemde orkest verliet hij in 1976 om zich te focusseren op een solocarrière en een carrière als componist. Hij leefde van 1976 tot 1988 in Los Angeles en speelde als trompettist mee in het Los Angeles Chamber Orchestra, het Pacific Symphony Orchestra en werkte als muzikant ook in de orkesten van film studio's mee, bijvoorbeeld bij het opnemen van de muziek voor de films Star Trek 1 (Sterrentocht), Gremlins, Rocky II, Rocky III, Altered States enzovoort.
In 1990 vertrok hij naar Europa en werd solo trompettist in het Malmö Symphony Orchestra. Vanaf 1993 was hij gedurende 3 jaar trompettist in het Symfonie Orkest Basel. Verder maakte hij als co-solo trompettist met het Koninklijk Philharmonisch Orkest Stockholm een tournee door Japan (2002) en met het Symfonie Orkest van Buenos Aires door Duitsland en Nederland (1997).
Als trompettist werkte hij ook in kamermuziekensembles mee. Hij was medeoprichter van het Fine Arts Brass Quintet en het Summit Brass en musiceerde onder andere met de Chicago Chamber Musicians, de Chamber Music Northwest en het St. Louis Brass Quintet. In 2001 beëindigt hij zijn solocarrière als trompettist, om zich volledig op het componeren te concentreren.
Als muziekpedagoog was hij werkzaam aan de University of Southern California te Los Angeles, de California State University - Northridge en de Music Academy of the West. Sinds 1993 is hij professor aan de Hochschule für Musik Freiburg in Freiburg im Breisgau. Verder doceert hij aan de Schola Cantorum Baseliensis te Bazel, de Musikhögskolan Malmö te Malmö en de Accademia Nazionale di Santa Cecilia in Rome.

## Composities

### Werken voor orkest
- 1992 Landscapes, voor orkest
- 1994 Concert nr. 2, voor trompet en orkest
  1. Allegro moderato
  2. Adagio, with freedom
  3. Allegro vivace
  4. Lento - Allegro moderato
- 1994 Nocturne, voor trompet en strijkorkest
- 1995 Triple Concerto, voor trompet, hoorn, trombone en orkest
- Concert, voor hobo en orkest
- Concert, voor tuba en orkest
- Double Concerto, voor twee trompetten en kamerorkest
- Symfonie nr. 1, voor kamerorkest

### Werken voor harmonieorkest en blazersensemble
- 1986 Concert, voor dwarsfluit en harmonieorkest
- 1988 Concert nr. 1, voor trompet, groot koperensemble (4 trompetten, 4 hoorns, 4 trombones, 2 tuba's) en slagwerk
  1. Adagio - allegro moderato
  2. Andante
  3. Allegro
  4. Allegro
- 1990 Mini-Variations on Amazing Grace, voor groot koperensemble (4 hoorns, 4 trompetten, 4 trombones en 2 tuba's)
- 1994 Scherzo, voor groot koperensemble (4 trompetten, 4 hoorns, 4 trombones, 2 tuba's) en slagwerk
- 2004 Summit Fanfare, voor groot koperensemble (4 trompetten, 4 hoorns, 4 trombones, 2 tuba's) en slagwerk
- 3 Miniatures, voor trompet en harmonieorkest
- 3 Miniatures, voor trombone en harmonieorkest
- 3 Miniatures, voor tuba en harmonieorkest
- Contemplations, voor flügelhorn solo en harmonieorkest[1]
- Evolutions, voor harmonieorkest

### Muziektheater

#### Opera's
| Voltooid in | titel                                     | aktes | première | libretto    |
| ----------- | ----------------------------------------- | ----- | -------- | ----------- |
|             | How the trumpet got its toot, kinderopera |       |          | Ronald Kidd |
|             | Santa's tale                              |       |          | Ronald Kidd |

### Vocale muziek
- 1977 2 Scenes, voor sopraan, trompet en orgel
- 4 Sierra Scenes, voor sopraan en koperkwintet
- Animal Ditties, voor sopraan, trompet en piano - tekst: Ogden Nash[2]
- The Bells, voor sopraan en piano (of koperensemble) - tekst: Edgar Allan Poe

### Kamermuziek
- 1980 Suite, voor 6 trompetten
- 1983 4 Miniatures, voor altviool en blaaskwintet
- 1983 Animal Ditties II, voor spreker, trompet en piano[3]
- 1986 Concert, voor dwarsfluit en piano
- 1986 4 Themes on Paintings of Edward Munch, voor trompet en orgel
- 1986 Animal Ditties VIII, voor spreker en gitaar
- 1987 Animal Ditties VII, voor spreker en koperkwintet[4][5]
  1. The Duck
  2. The Praying Mantis
  3. The Cow
  4. The Rhinoceros
  5. The Camel
  6. The Octopus
  7. The Squab
  8. The Firefly
  9. The Wasp
  10. The Cuckoo
- 1988/2001 Animal Ditties IV, voor spreker en kopertentet
  1. The Cuckoo
  2. The Porpoise
  3. The Duck
  4. The Dog
  5. The Ant
  6. The Centipede
  7. The Rhinoceros
  8. The Mule
- 1989 3 Sonnets, voor spreker, hoorn en piano
- 1989 Animal Ditties III, voor spreker, hoorn en piano
- 1990 4 Sketches, voor koperkwintet[6][7]
- 1992 Dialogue, voor hoorn, tuba en piano
- 1993 Animal Ditties VI, voor spreker en blaaskwintet
- 1993 Hurry Up, voor 4 trompetten
- 1994 3 Miniatures, voor trompet en blazersensemble (of: piano)
- 1995 3 Sketches, voor hobo, hoorn en piano
- 1995 Fanfare M.T., voor 9 trompetten
- 1996 Trio for brass, voor trompet, hoorn en trombone
- 1997 Mosaics, voor koperkwintet
- 1999 Concertino, voor trompet, trombone en koperensemble
- 2006 3 Profiles, voor 3 eufonium en 3 tuba's
  1. Mr. P
  2. The New Breed
  3. T.J. Bozo
- 2009 Dialogue, voor twee tuba's
- Aesops Fables, voor spreker, hoorn en piano
- Four Themes on Paintings by Goya, voor trombone en piano
- Statements, voor tuba (contrabastrombone) en piano[8]

### Pedagogische werken
- Etudes & Duets Book I, voor twee trompetten

## Media
1. ↑  Contemplations door Del Lyren (flǘgelhorn), Bemidji State University Wind Ensemble o.l.v. Dr. Darrin Oehlerking
2. ↑  Animal Ditties door Marcella Calabi (sopraan), Nathan Botts (trompet) en Kazuko Hayami (piano)
3. ↑  Animal Ditties II door William Takacs (trompet) West Texas A&M University
4. ↑  Animal Ditties VII (1/2) Ian Fundytus en Greg Thomas (trompetten), Sarah Viejou (hoorn), Ben Leer (trombone), Katie Tesarowski (tuba)
5. ↑  Animal Ditties VII (2/2) Ian Fundytus en Greg Thomas (trompetten), Sarah Viejou (hoorn), Ben Leer (trombone), Katie Tesarowski (tuba)
6. ↑  4 Sketches (1/2) door het University of Oklahoma Faculty Brass Quintet
7. ↑  4 Sketches (2/2) door het University of Oklahoma Faculty Brass Quintet
8. ↑  Statements door James Meador, (bastrombone) en Irina Decheva, (piano)

- Bibliothèque nationale de France: cb13958636r (data)
- Gemeinsame Normdatei: 135014964
- International Standard Name Identifier: 0000 0001 0963 9044
- Library of Congress Control Number: n84039952
- MusicBrainz: 05481dc4-c805-44d1-9d2b-99eabae51eb5
- Nationale Bibliotheek van Tsjechië: xx0168812
- Nationale Bibliotheek van Israël: 987007431440105171
- Nederlandse Thesaurus van Auteursnamen: 097084875
- SNAC: w6058ckr
- Système universitaire de documentation: 191871397
- Virtual International Authority File: 34649945
- WorldCat: E39PBJhmKGMDCY7qww9QghqqQq